# Камуфляж (фільм)
«Камуфля́ж» (англ. Camouflage) — детективний комедійний фільм, що розповідає про детективів, які розслідують вбивство. Прем'єра відбулась 9 січня 2001 року.

## Сюжет
Марті Макензі (Локлін Манро) прогорівши зі своїм театральною постановкою, відправляється за новими ідеями та роботою до детектива Джека Поттера (Леслі Нільсен). Вони разом розслідують випадково знайдений інцидент в маленькому провінційному містечку.

## В головних ролях
- Леслі Нільсен — Джек Поттер
- Локлін Манро — Марті Макензі
- Ванесса Енджел — Сінді Девіс
- Вільям Форсайт — Шериф Алтон Овенс
- Патрік Вобертон — Горацій Татт, мол.
- Том Елдрідж — Лайонел Понд
- Френк Коллісон — Худий поліцейський
- Сюзанн Крулл — Худа жінка
- Ернст Харт — Тіні
- Брам Тейлор — Крісті
- Річард Фарачі — Нед
- Белінда Монтгомері — Діана